# سیارک ۸۵۳۵
سیارک ۸۵۳۵ (به انگلیسی: 8535 Pellesvanslos، نامگذاری:1993FH22) هشت هزار و پانصد و سی و پنجمین سیارک کشف شده‌است که در ۲۱ مارس ۱۹۹۳ کشف شد.
قدر مطلق سیارک برابر ۱۲٫۸۰ است.